# Dysphania martiaria
Dysphania martiaria là một loài bướm đêm trong họ Geometridae.